# Il delitto di mezzanotte
Il delitto di mezzanotte (1915) è un romanzo giallo di Sax Rohmer 
che narra del caso di mister King, un oscuro personaggio che ha instaurato a Londra la sua rete di terrore.

## Trama
Nella sua sontuosa casa di Londra lo scrittore Henry Leroux è occupato nella sua attività creativa. 
Mancano cinque minuti a mezzanotte quando la sua concentrazione viene interrotta da numerosi squilli di campanello.
Lo scrittore abbandona lo studio per aprire la porta: con sua sorpresa una donna sconosciuta entra e si precipita nello studio.
La giovane si siede sulla poltrona e chiede di chiudere la porta perché qualcuno l'ha inseguita.
L'aspetto provato e pallido della donna preoccupa Henry, ma prima che possa far nulla lei perde i sensi.
Henry non è un uomo d'azione: lascia lo studio e l'appartamento per chiere aiuto al Dottor Cumberly che abita al piano di sopra.
La pendola sta suonando la mezzanotte mentre una figura si introduce nello studio e la giovane donna si è destata a sta scrivendo: le luci si spengono e due mani giallastre avvolgono il collo della donna e la soffocano.
Quando Leroux e Cumberly rientrano nell'appartamento scoprono il cadavere della donna ed un solo indizio: sulla lettera che stava scrivendo la donna si legge "Vostra moglie" e "mister King".
Le indagini di Scotland Yard portano subito tutti i sospetti sul maggiordomo di casa Leroux, Luc Soames, che fugge senza lasciar traccia.
Ma nella vicenda si inserisce Gaston Max, il poliziotto francese che segue le gesta criminali di mister King in seguito alla scoperta di una fumeria d'oppio in rue Saint-Claude a Parigi.
L'indagine porterà Max nel mondo segreto e sotterraneo di mister King.

### Personaggi Principali
- Henry Leroux: noto scrittore
- Dottor Cumberly: medico di casa Leroux
- Helen Cumberly: figlia del dottore
- Ispettore Dumbar: funzionario di polizia
- Gaston Max: funzionario della polizia parigina
- John Excel: uomo politico, vicino a Leroux
- Luc Soames: maggiordomo di casa Leroux

## Edizioni
- Sax Rohmer, Il delitto di mezzanotte, collana I Grandi Maestri del Giallo, Newton Compton, 2004,  p. 127, ISBN 978-88-541-0112-8.
- Sax Rohmer, L'Artiglio Giallo, rivista Il romanzo mensile, Editrice Corriere della Sera, 1928.
- Sax Rohmer, The Yellow Claw, collana Mystery & Detective - General, BiblioLife, 2008,  p. 320, ISBN 978-0-554-26745-6.